# Михайлюк Євген Віталійович
Євген Віталійович Михайлюк (рос. Евгений Михайлюк; нар. 26 жовтня 1952, Винники, Львівська область) — радянський футболіст. Нападник, виступав за «Карпати» (Львів), «Буковину» (Чернівці), «Хімік» (Дрогобич).
Навчався у Львівському інституті фізкультури.
Витривалий, фізично міцний гравець.